# Stanley Edgar Hyman
Stanley Edgar Hyman (Brooklyn, 11 giugno 1919 – North Bennington, 29 luglio 1970) è stato un critico letterario statunitense che si è dedicato principalmente all'analisi delle strategie e degli standard qualitativi utilizzati dai critici nell'approccio ai testi letterari.

## Biografia
Nato a Brooklyn da genitori ebrei ortodossi, studiò all'Università di Syracuse, dove nel 1940 conobbe e sposò la scrittrice Shirley Jackson, con la quale ebbe quattro figli. 
Scrisse per molti anni per il periodico The New Yorker e, sebbene non fosse laureato, insegnò al Bennington College a Bennington. Dal 1961 al 1965 lavorò per il The New Leader. Non credeva nella monogamia, considerandola un "difetto tipico dei capitalisti" e durante il suo matrimonio ebbe molte relazioni, spesso con sue studentesse.
Nel suo primo libro The armed vision del 1947, Hyman analizzò approfonditamente il lavoro di numerosi critici letterari tra cui Edmund Wilson, Christopher Caudwell, Yvor Winters, William Empson, Kenneth Burke e i suoi testi vennero ampiamente acclamati dalla critica. Il libro venne definito come un nuovo studio sui metodi della critica letteraria moderna e venne utilizzato in numerose università. 
Hyman sosteneva che molti critici di letteratura poetica utilizzavano metodi qualitativi discutibili, imponendo come standard i loro componimenti classici preferiti. Per dimostrare questa tesi, analizzò i lavori di otto grandi critici e filosofi storici, tra cui Aristotele, Longino, Ben Jonson, John Dryden, Samuel Johnson, Samuel Taylor Coleridge, Matthew Arnold e T. S. Eliot. Riportò i risultati del suo studio nel libro Poetry and Criticism: Five Revolutions in Literary Taste del 1961. 
Nel 1962 pubblicò Nathanael West, uno studio incentrato sull'analisi del romanzo Miss Lonelyhearts di Nathanael West, e sulla potente e latente omosessualità del protagonista. Il suo libro venne riconosciuto come la più importante critica letteraria esistente su West.
Nel 1966, un anno dopo la morte di Shirley Jackson, Hyman sposò Phoebe Pettingell, ex compagna di classe di sua figlia Joanne. Tre mesi dopo la morte di Hyman, avvenuta il 29 luglio 1970, nacque il suo ultimo figlio di nome Malcolm, che divenne ricercatore universitario presso l'Università di Harvard. 
Hyman fu anche un noto critico musicale, scrisse centinaia di saggi sulla musica jazz, ed ebbe un'importante influenza sulla carriera di Ralph Waldo Ellison, sebbene avessero molti disaccordi.

## Opere
- The Armed Vision: A Study in the Methods of Modern Literary Criticism, New York, Knopf, 1947
- The Critical Performance: An Anthology of American and British Literary Criticism in Our Century, New York, Vintage Books, 1956
- Poetry and Criticism: Five Revolutions in Literary Taste, New York, Atheneum, 1961
- Nathanael West, Minneapolis, University of Minnesota Press, 1962
- The Tangled Bank: Darwin, Marx, Frazer and Freud as Imaginative Writers, New York, Atheneum, 1962
- The magic of Shirley Jackson, New York, Farrar, Straus and Giroux, 1966
- Flannery O'Connor, Minneapolis, University of Minnesota Press, 1966
- Standards: A Chronicle of Books for Our Time, New York, Horizon Press, 1966
- The Critic's Credentials: Essays and Reviews, Ed. Phoebe Pettingell. New York, Atheneum, 1978
- Iago: Some Approaches to the Illusion of His Motivation, New York, Atheneum, 1970